# Lasiopogon immaculatus
Lasiopogon immaculatus är en tvåvingeart som beskrevs av Gabriel Strobl 1893. Lasiopogon immaculatus ingår i släktet Lasiopogon och familjen rovflugor. Inga underarter finns listade i Catalogue of Life.